# ستيفن ستانلي
ستيفن ستانلي (بالإنجليزية: Steven Stanley)‏ هو مهندس ومهندس الصوت ومنتج أسطوانات وملحن جامايكي، ولد في 11 يوليو 1958.

## وصلات خارجية
- ستيفن ستانلي على موقع IMDb (الإنجليزية)
- ستيفن ستانلي على موقع ميوزك برينز (الإنجليزية)
- ستيفن ستانلي على موقع أول ميوزيك (الإنجليزية)
- ستيفن ستانلي على موقع ديسكوغز (الإنجليزية)